# Villaines-la-Juhel
Villaines-la-Juhel település Franciaországban, Mayenne megyében. Lakosainak száma 2682 fő (2022. január 1.). Villaines-la-Juhel Crennes-sur-Fraubée, Averton, Champgenéteux, Courcité, Le Ham, Loupfougères és Trans községekkel határos.

## Népesség
A település népessége az elmúlt években az alábbi módon változott:
| Lakosok száma | 2321 | 3081 | 3171 | 3106 | 2930 | 2903 | 2808 | 2738 | 2713 | 2682 |
|               | 1968 | 1982 | 1990 | 2006 | 2013 | 2015 | 2017 | 2019 | 2020 | 2022 |